# No Surprises
«No Surprises» — пісня англійського альтернативного рок-гурту Radiohead, що вийшла 12 січня 1998 року як четвертий і останній сингл з їхнього третього студійного альбому OK Computer (1997). Вона посіла четверте місце в UK Singles Chart. У пісні використаний глокеншпіль, що придало треку «дитячий» звук, натхненний альбомом Pet Sounds гурту Beach Boys 1966 року.
Музичне відео, зняте Грантом Гі, показує співака Тома Йорка в шоломі для дайвінгу, який наповнюється водою. Гі надихнув науково-фантастичний фільм 1968 року Космічна одіссея 2001 року, ескейпологія та телесеріал «НЛО». Він зосередився на ліриці «робота, яка повільно вбиває тебе», і задумав відео в реальному часі, яке б передало відчуття «вбивчих секунд».

## No Surprises/Running from Demons
No Surprises/Running from Demons — четвертий мініальбом від Radiohead, що вийшов у грудні 1997 року. EP був спрямований на японський ринок для реклами японського туру групи в січні 1998 року.

## Трек-лист
Всі пісні написані Radiohead (Том Йорк, Джонні Грінвуд, Ед О'Браєн, Колін Грінвуд та Філ Селвей).
CD 1
1. «No Surprises» – 3:51
2. «Palo Alto» – 3:44
3. «How I Made My Millions» – 3:07

CD 2
1. «No Surprises» – 3:50
2. «Airbag» (Live in Berlin) – 4:49
3. «Lucky» (Live in Florence) – 4:34

No Surprises/Running from Demons
1. «No Surprises» — 3:49
2. «Pearly*» — 3:38
3. «Melatonin» — 2:08
4. «Meeting in the Aisle» — 3:07
5. «Bishop's Robes» — 3:23
6. «A Reminder» — 3:51

## Персоналії
- Том Йорк — вокал, акустична гітара
- Джонні Грінвуд — глокеншпіль, орган, string synth, електрична гітара
- Ед О'Браєн — електрична гітара, тамбурин, бек-вокал
- Колін Грінвуд — бас-гітара
- Філ Селвей — барабани, тамбурин